# Julián López Martín
Julián López Martín (Toro, 21 aprile 1945) è un vescovo cattolico spagnolo, dal 21 ottobre 2020 vescovo emerito di León.

## Biografia
Julián López Martín è nato a Toro il 21 aprile 1945.

### Formazione e ministero sacerdotale
Ha compiuto gli studi ecclesiastici nel seminario di Zamora. Nel 1975 ha conseguito il dottorato in liturgia presso il Pontificio ateneo Sant'Anselmo.
Il 30 giugno 1968 è stato ordinato presbitero per la diocesi di Zamora da monsignor Eduardo Martinez González. In seguito è stato vicario coadiutore di Villarín de Campos e vicario economo di Otero de Sariegos dal 1968 al 1970; vicario coadiutore della parrocchia di Cristo Re a Zamora dal 1973 al 1989; professore di religione presso l'Istituto "Claudio Moyano" dal 1975 al 1976; professore di liturgia e sacramenti presso la Pontificia Università di Salamanca dal 1975 al 1981; professore presso la sede di Burgos della Facoltà di teologia della Spagna settentrionale dal 1977 al 1988; canonico prefetto della sacra liturgia della cattedrale di Zamora dal 1978; professore di religione presso la Scuola universitaria di formazione degli insegnanti di Zamora dal 1981 al 1983; assessore permanente del segretariato nazionale per la liturgia presso la Conferenza episcopale spagnola dal 1982 al 1994; delegato diocesano per la pastorale liturgica dal 1984; direttore del Centro teologico diocesano "San Ildefonso" e della cattedra "Giovanni Paolo II" dal 1984 al 1992; professore presso la Facoltà teologica della Catalogna a Barcellona dal 1984 al 1989 e di nuovo professore di liturgia e sacramenti presso la Pontificia Università di Salamanca dal 1988 al 1994.
Ha collaborato a livello diocesano con il Movimento famigliare cristiano dal 1976 al 1986 ed è stato membro del direttivo della zona nord-ovest di questo movimento dal 1980 al 1983.
È stato delegato diocesano per il IV centenario della morte di Santa Teresa d'Avila dal 1980 al 1982; per il giubileo dei 1950 anni della redenzione dal 1983 al 1984; per l'anno mariano universale dal 1987 al 1988; per il V centenario della scoperta ed evangelizzazione dell'America nel 1992 e per il congresso eucaristico di Siviglia nel 1993. È stato anche membro del consiglio presbiterale e del collegio dei consultori dal 1984.

### Ministero episcopale
Il 15 luglio 1994 papa Giovanni Paolo II lo ha nominato vescovo di Ciudad Rodrigo. Ha ricevuto l'ordinazione episcopale il 25 settembre successivo dall'arcivescovo Mario Tagliaferri, nunzio apostolico in Spagna, co-consacranti l'arcivescovo metropolita di Valladolid José Delicado Baeza e il cardinale Marcelo González Martín, arcivescovo metropolita di Toledo.
Il 19 marzo 2002 lo stesso pontefice lo ha nominato vescovo di León. Ha preso possesso della diocesi il 28 aprile successivo.
Nel gennaio del 2005 e nel marzo del 2014 ha compiuto la visita ad limina.
In seno alla Conferenza episcopale spagnola è membro della commissione per la liturgia dal marzo del 2020. In precedenza è stato membro della commissione per la liturgia dal 1993 al 2002; membro della commissione per l'insegnamento e la catechesi dal 1996 al 1999; membro della commissione per il diaconato permanente dal 1996 al 2002; presidente della commissione per la liturgia dal 2002 al 2011; membro della stessa dal 2011 al 2014 e di nuovo presidente della medesima dal marzo del 2014 al 2020.
Nel 2011 papa Benedetto XVI lo ha nominato membro della Congregazione per il culto divino e la disciplina dei sacramenti per un quinquennio. Nel 2016 papa Francesco lo ha confermato membro per un ulteriore quinquennio.
Ha scritto diversi libri e oltre 200 articoli su riviste liturgiche e teologiche, dizionari e libri in collaborazione.
Nel 2016 ha ricevuto il II premio liturgico-pastorale "Pera Tena" assegnato dal Centro per la pastorale liturgica di Barcellona assieme al sacerdote claretiano Juan Maria Canals. Con questa concessione gli assegnatari hanno voluto premiare il lavoro svolto da entrambi al servizio di una migliore celebrazione ed esperienza della liturgia in Spagna nella linea aperta dal Concilio Vaticano II e per la quale il vescovo Pere Tena i Garriga (1928-2014) ha lavorato attivamente e a cui entrambi si sono sempre manifestati strettamente legati. Con questo premio il Centro ha anche voluto premiare il lavoro svolto e che si continua a svolgere in tutto il paese al fine di rendere le celebrazioni liturgiche davvero il momento culminante della vita della comunità cristiana.
Il 21 ottobre 2020 papa Francesco ha accolto la sua rinuncia al governo pastorale della diocesi per raggiunti limiti di età.

## Opere
- El don de la pascua del Señor, Burgos 1977.
- La oración de las Horas, Salamanca 1984.
- El año litúrgico, BAC popular, Madrid 1984.
- La santificación del tiempo, 2 vol.
- Liturgia fundamental, 2 vol. Madrid 1984-85.
- La liturgia en la vida de la Iglesia, Madrid 1987.
- "En el Espíritu y la verdad"  2 vol., Salamanca 1987-1994.
- El domingo, fiesta de los cristianos, BAC popular, Madrid 1992.
- La Liturgia de la Iglesia, BAC manuales, Madrid 1994.
- Jubileo 2000, un ejercicio de memoria, BAC 2000, Madrid 1998.
- La celebración eucarística, centro de la vida cristiana, Barcellona 2005.

## Genealogia episcopale
La genealogia episcopale è:
- Cardinale Scipione Rebiba
- Cardinale Giulio Antonio Santori
- Cardinale Girolamo Bernerio, O.P.
- Arcivescovo Galeazzo Sanvitale
- Cardinale Ludovico Ludovisi
- Cardinale Luigi Caetani
- Cardinale Ulderico Carpegna
- Cardinale Paluzzo Paluzzi Altieri degli Albertoni
- Papa Benedetto XIII
- Papa Benedetto XIV
- Papa Clemente XIII
- Cardinale Giovanni Francesco Albani
- Cardinale Carlo Rezzonico
- Cardinale Antonio Dugnani
- Arcivescovo Jean-Charles de Coucy
- Cardinale Gustave-Maximilien-Juste de Croÿ-Solre
- Vescovo Charles-Auguste-Marie-Joseph Forbin-Janson
- Cardinale François-Auguste-Ferdinand Donnet
- Vescovo Charles-Emile Freppel
- Cardinale Louis-Henri-Joseph Luçon
- Cardinale Charles-Henri-Joseph Binet
- Cardinale Maurice Feltin
- Cardinale Jean-Marie Villot
- Arcivescovo Mario Tagliaferri
- Vescovo Julián López Martín